# Keitai japán császár
Keitai császár (継体天皇; Hepburn: Keitai-tennó), más néven Keitai-okimi, Japán 26. uralkodója volt, a öröklési rend szerint.
Konkrét dátum nincs uralkodását vagy életét illetően, de valószínűsíthető, hogy 507-től 531-ig uralkodott.

## Mitikus elbeszélés
Keitai, bár hiányosak a források, valamikor a 6. század korai évtizedeiben uralkodott. Ez a feltevés a Kodzsiki és a Nihonsoki feljegyzésein alapul, noha a két mű ezzel kapcsolatos részletei némileg eltérnek egymástól. 
A Kodzsiki szerint, Keitai 485-ben született és 527 április 9-én halt meg. A mű Ódo no Mikotoként (袁本杼命) említi.
A Nihonsoki szerint, 450-ben született és 531 vagy 534 februárjában halt meg, 7-én. A feljegyzésekben Ódo no Kimiként (男大迹王), illetve Hikofuto no Mikotoként (彦太尊) említik, de a Wo Ofu Ato-no-Hiko Fudo no Mikoto elnevezés is megtalálható. 
Más történeti feljegyzések szerint, egy kisebb közösség tagja volt, mely Japán centrumának északi részén helyezkedett el, talán a Japán-tengertől nem messze. Kosi királyként említik, de több modern történelmi műben is Kosi királyaként, Ohotoként szerepel.
Keitai császári címét tekintve, még nem sorolható a tennók közé, történészek szerint, ez a méltóság csak Tenmu és Dzsitó császár alatt lett bevezetve. Ehelyett inkább a Sumeramikoto vagy az Amenosita Sirosimeszu Ókimi névvel illeték, mely jelentése „a nagy király, ki az ég alatt mindenek felett uralkodik”. E megnevezések lehetséges alternatívája még a „Jamato Nagy Királya” titulus.

## Családfa
Ha Keitai császár új dinasztiát alapított volna, ahogy azt egyes történészek hiszik, akkor Burecu császár lett volna Japán első feljegyzett dinasztiájának, első uralkodója.
Keitai nem az őt közvetlenül megelőző uralkodó fia volt. A Kodzsiki (712) és a Nihonsoki (720) szerint, Burecu utód nélkül halt meg, ekkor Ódzsin császár szépunokája, Keitai foglalta el a trónt.
Ami ezt a családfát illeti, a Nihonsoki jegyzetei többnyire elvesztek, így ez továbbra is csak feltevés marad.
A legmegbízhatóbb információk a Saku Nihongiból származnak, mely a mára már elveszett, 7. századi Dzsógúkiból idéz. Eszerint Keitai Ushi no Kimi fia volt, Ohi no Kimi unokája, Ohohoto no Kimi (testvére kapcsolatban állt Ingjó császárral) dédunokája, Vakanuke Futamata no Kimi ükunokája és Ódzsin császár szépunokája.
A Kodzsiki és a Nihonsoki szerint, Keitai édesapja Hikósi no Kimi, édesanyja Furihime volt. Mikor Burecu meghalt, Kanamura az akkor 58 éves Keitait ajánlotta a Jamato trón betöltésére. 
Habár a Saku Nihongiban feltüntetett genealógia kérdéseket vet fel, számos tudós az Okinaga klánnal hozza vérrokonságba Keitait, illetve felmenőit. Az Okinagát többek között erős tősgyökeres klánként, avagy az Ómi régiót (mai Siga prefektúra) irányító császári család mellékágaként is említették. Ez a család számos császárnőt és császárnét adott a japán történelemnek. A Nihonsoki szerint Ohohoto no Kimi, Keitai dédnagyapja, beházasodott az Okinaga klánba. Keitai anyja, Furihime, egy helyi nagycsaládból, a Kosi (Echizen tartomány) családból származott, így Keitait édesanyja elvitte hozzá, apja halála után. 
Keitai halála után az öröklődés vitatottá vált, Jamatoban két csoport emelkedett fel, melyek támogatói idővel konfrontálódtak. Az egyik csoport elsősorban Ankant és Szenkát éltette, szemben a másik táborral, akik Kinmeit támogatták a trónra lépésben.

## Keitai császár uralkodása
Keitai Kuszubában lépett trónra, Kavacsi tartományban (mai Sidzsonavate, Oszaka) és Burecu húgát, Tasigara hercegnőt vette feleségül. Trónra lépése megosztotta a társadalmat, sokan nem nézték jó szemmel. 20 évébe telt, hogy Kavacsi közelében bekerüljön Jamato tartományba, és ezzel egy időben Japán politikai centrumában is elfoglalja helyét. 
527-528 környékén kitört az Ivai Lázadás Kjúsú, Cukusi tartományában. Keitai Mononobe no Arakasit sóguni pozícióba helyezte és elküldte, hogy leverje a felkelést. 
Fiai, Ankan, Senka és Kinmei voltak a trónörökösök.
Keitai császár sírjának pontos helye máig ismeretlen, de hagyományosan egy sintó szentélynél helyezték el, az Óda Csauszujama kofun sírba, Ibarakinál, Oszakában.
A császári ház ügynöksége, ezt a helyet tartja számon Keitai mauzóleumaként és formálisan Misima no Akinu no miszaszaginak nevezi.

## Hitvesei és gyermekei
Császárnő: Tasiraka no Himemiko (手白香皇女), Ninken császár lánya
- Amekuniosiharakihironiva herceg (天国排開広庭尊) Kinmei császár

Menokohime (目子媛), Ovari no Muradzsi Kuszaka lánya (尾張連草香)
- Magari no Óe herceg (勾大兄皇子) Ankan császár
- Hinokuma no Takata herceg (檜隈高田皇子) Szenka császár

Vakakohime (稚子媛), Mio no Cunóri no Kimi húga (三尾角折君)
- Ōiratsuko herceg (大郎皇子)
- Izumo hercegnő (出雲皇女)

Hirohime (広媛), Szakata no Ómata lánya (坂田大跨王)
- Kamuszaki hercegnő (神前皇女)
- Manta hercegnő (茨田皇女)
- Umaguta hercegnő (馬来田皇女)

Ominoiracume (麻績娘子), Okinaga no mate lánya (息長真手王)
- Szaszage hercegnő (荳角皇女)

Szekihime (関媛), Manda no Muradzsi Omocsi lánya (茨田連小望)
- Manda no Óiracume hercegnő (茨田大娘皇女)
- Siraszaka no Ikuhihime hercegnő (白坂活日姫皇女)
- Ono no Vakairacume hercegnő (小野稚娘皇女)

Jamatohime (倭媛), Mio no Kimi Katahi lánya (三尾君堅楲)
- Óiracume hercegnő (大郎子皇女)
- Maroko herceg (椀子皇子)
- Mimi herceg (耳皇子)
- Akahime hercegnő (赤姫皇女)

Haehime (荑媛), Vani no Omi Kavacsi lánya (和珥臣河内)
- Vakajahime hercegnő (稚綾姫皇女)
- Tubira no Iracuko hercegnő (円娘皇女)
- Acu herceg (厚皇子)

Hirohime (広媛), Ne lánya (根王)
- Uszagi herceg (菟皇子)
- Nakacu herceg (中皇子)

## Fordítás
- Ez a szócikk részben vagy egészben  az   Emperor Keitai című angol Wikipédia-szócikk fordításán alapul.  Az eredeti cikk szerkesztőit annak laptörténete sorolja fel. Ez a jelzés csupán a megfogalmazás eredetét és a szerzői jogokat jelzi, nem szolgál a cikkben szereplő információk forrásmegjelöléseként.

1. ↑  Nihonsoki